# Atlanta Thrashers

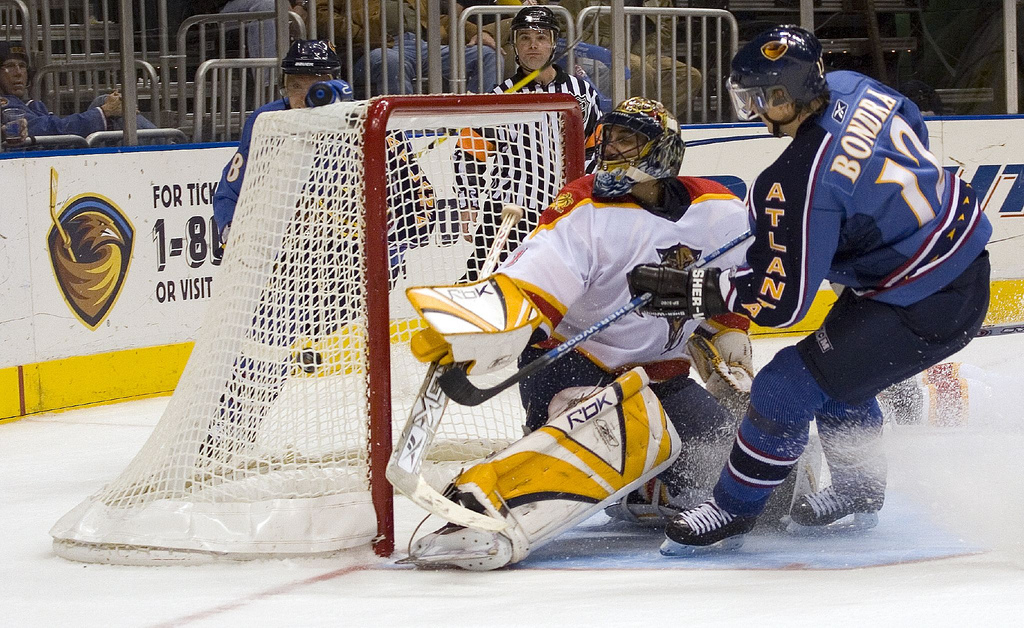
Peter Bondra maakt een doelpunt

De Atlanta Thrashers is een voormalig Amerikaans ijshockeyteam dat actief was in de National Hockey League. De franchise speelde in Atlanta, Georgia, in de Philips Arena. Het speelde vanaf 1999 in de NHL. In 2011 vertrok de franchise om Winnipeg Jets te worden (niet te verwarren met de andere Winnipeg Jets die tegenwoordig de Arizona Coyotes zijn).

## Geschiedenis
De National Hockey League gaf Atlanta in 1997 toestemming een nieuwe franchise te beginnen, nadat de stad de Atlanta Flames in 1980 had verloren aan Calgary. De club is vernoemd naar het symbool van de staat Georgia, de rosse spotlijster (thrasher in het Engels). In 1999 speelden de Thrashers hun eerste wedstrijd tegen de New Jersey Devils, die met 4-1 verloren ging.
Het dieptepunt in de geschiedenis van de franchise was in het seizoen 2003/04. Dan Snyder en sterspeler Dany Heatley kregen een auto-ongeluk waarbij Heatley zwaargewond raakte en Snyder, de passagier, overleed. Het team speelde de rest van het jaar met rouwbanden om, maar het grootste gemis was eigenlijk Dany Heatley. Hij miste vijftig wedstrijden dat seizoen en de Thrashers hadden zijn kwaliteiten nodig. Heatleys situatie bij het team was echter onhoudbaar, waardoor hij die zomer naar de Ottawa Senators vertrok.
Op 31 mei 2011 werd bekend dat vanwege de aanhoudende slechte financiële situatie de franchise was verkocht aan True North Sports and Entertainment uit Winnipeg, Canada. De investeerders besloten de club uit Atlanta over te plaatsen naar Winnipeg, waar zij in het seizoen 2011-2012 zou gaan spelen onder de naam Winnipeg Jets.

## Prijzen
Geen

## Play-offoptreden
- 2009 - play-offs niet gehaald
- 2008 - play-offs niet gehaald
- 2007 - Eerste Ronde (New York Rangers)
- 2006 - play-offs niet gehaald
- 2004 - play-offs niet gehaald
- 2003 - play-offs niet gehaald
- 2002 - play-offs niet gehaald
- 2001 - play-offs niet gehaald
- 2000 - play-offs niet gehaald

## Spelers

### Bekende spelers
- Ilya Kovalchuk
- Dany Heatley
- Peter Bondra
- Marián Hossa
- Maxim Afinogenov

### Teruggetrokken nummers
- 99 - Wayne Gretzky (verboden te dragen in de gehele NHL)